# Chuck Rainey
Chuck Rainey (Cleveland, Ohio, Estados Unidos, 17 de junio de 1940) es un bajista y músico de sesión estadounidense de jazz y rock.

## Biografía
Nacido en Cleveland, Ohio, Chuck Rainey creció en la ciudad de Youngstown, donde comenzó sus estudios musicales como trompetista clásico. Poco antes de ingresar en el ejército, Chuck aprendió a tocar la guitarra, pero se pasó pronto al bajo por las limitaciones como improvisador que le imponía su formación clásica.
En 1962 se traslada a Nueva York, donde comienza una prolífica carrera como músico de sesión que le llevará a trabajar con algunos de los nombres más importantes de la escena norteamericana. En 1972 se establece en Los Ángeles, pasando a formar parte de la Big Band de Quincy Jones y continua con su carrera de músico de sesión. Paralelamente desarrolla una importante actividad en el campo de la grabación de bandas sonoras para cine y televisión al tiempo que edita varios libros y videos didácticos, una actividad que continúa hasta hoy día.

## Valoración y estilo
Aunque su actividad le ha relacionado más con artistas de pop, rock, funk o R&B, Chuck Rainey goza un merecido respeto por pàrte de los músicos de jazz y es, además, una auténtica estrella entre los aficionados al bajo eléctrico. Su estilo parco, potente, y fuertemente centrado en el groove, contrasta con la espectacularidad técnica de músicos como Jaco Pastorius o Stanley Clarke, pero le ha servido para labrarse una carrera como músico de sesión impresionante: Con más de 1000 grabaciones a sus espaldas, Chuck Rainey es uno de los bajistas más grabados de todos los tiempos.

## Discografía como solista
- 1972 	The Chuck Rainey Coalition - DCC Compact Classics
- 1981	Born Again - Hammer 'N' Nails